# Kälberhütte

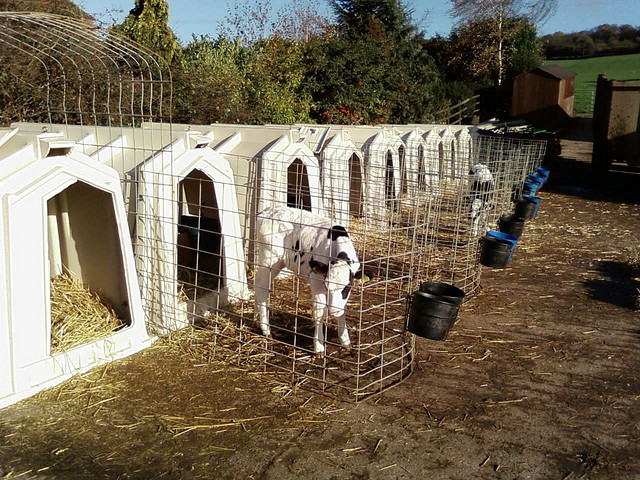
Reihe von Kälberiglus (Einzelhaltung) mit hochklappbaren Zaunelementen

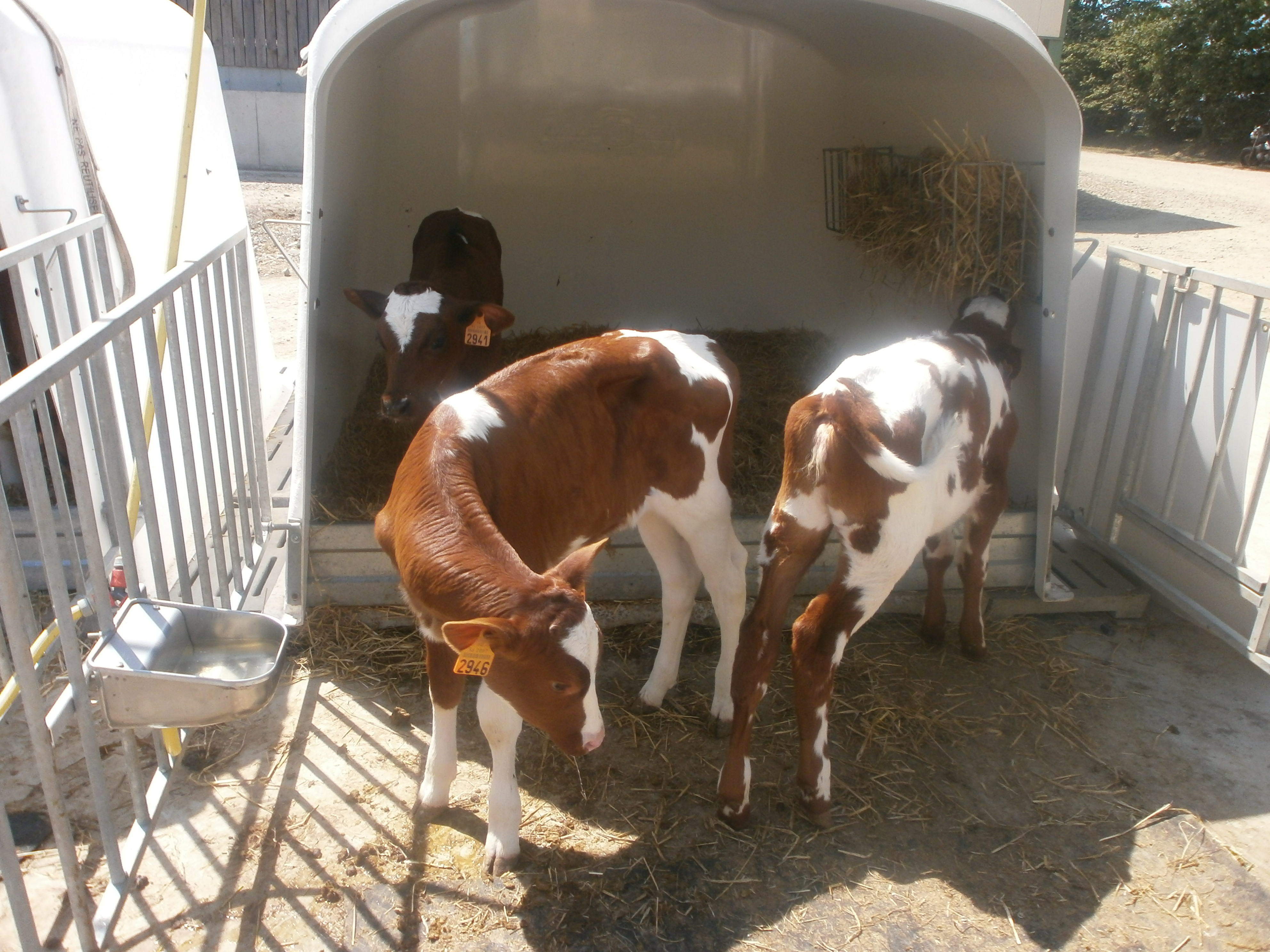
Mehrere Kälber in einem Gruppeniglu

Eine Kälberhütte, auch bekannt als Kälberiglu, ist eine Schutzhütte für Kälber und eine Alternative zum Kälberstall.
Eine Kälberhütte besteht meist aus Polyethylen oder auch aus glasfaserverstärktem Kunststoff, welcher nach unten zum Boden offen ist und einen Eingang hat. An der geöffneten Seite ist meistens eine Erweiterung durch einen Metallzaun angebracht. Der Boden des Kälberiglus ist mit Stroh eingestreut. Kälberiglus stehen außerhalb von Gebäuden, da frische Luft förderlich für die Gesundheit der Kälber ist. Der Vorteil von Kälberiglus ist, dass die Jungtiere an der frischen Luft nicht mit Krankheitserregern in Berührung kommen können und das Klima für ihre Entwicklung weitestgehend optimal ist. Das Iglu bietet trotzdem Schutz vor negativen Witterungseinflüssen wie Wind, Regen und Schneefall. Um diesen Schutzeffekt zu erreichen, sollte die Öffnung des Kälberiglus nicht zur Wetterseite ausgerichtet sein.
Kälberhütten werden in unterschiedlichen Größen für die Aufnahme von ein bis zu über 10 Tieren angeboten (sog. Gruppeniglus).

## Mindestmaße und tierrechtliche Vorschriften in Deutschland
Bis zu einem Alter von 14 Tagen muss die Box Innenmaße von 120 × 80 cm haben. Ab dem 1. Januar 2023 ist allerdings angeordnet, dass die Tiere bis zum 28. Lebenstag auf dem Geburtsbetrieb verbleiben. Darum wird meist direkt eine größere Box verwendet: Ab dem 15ten Tag muss die Kälberhütte ein Innenmaß von 100 × 160 cm haben, bzw. 100 × 180 cm bei innenliegendem Trog. Ab der achten Lebenswoche muss eine Gruppenhaltung gewährleistet werden. Dabei ist ein Mindestmaß von 4,5 Quadratmeter erforderlich bei einer Tierzahl von 2 oder 3 Kälbern.

## Rechtsvorschriften
Es sind neben den tierrechtlichen Vorschriften die Vorgaben des
- Baurechts
- der AwSV,
- des Wasserhaushaltsgesetzes
- und die Düngeverordnung

einzuhalten.